# Дубинчук Олена Степанівна
Дубинчу́к Оле́на Степа́нівна (нар. 21 травня 1919 року Ямпіль, Вінницька область, УРСР, СРСР — 20 жовтня (за іншими даними 25 листопада) 1994 року, Україна) — українська вчена, педагог, фахівець з теорії та методики викладання математики в закладах середньої та професійно-технічної освіти, авторка підручників з математики.

## Біографія
Народилася 21 травня 1919 року у Ямполі на Вінниччині у родині вчителів. В дитинстві стала сиротою. Батько — Стефан Філімонович, директор школи, помер від епідемії тифу за 2 місяці до народження доньки, а мати — Лідія Василівна, завідувачка початковою школою, померла у 1929 році. Сиротою опікувалися родичі, зокрема дядько, Володимир Васильович Тарасов — математик, директор школи, заслужений учитель України.
З 1926 по 1936 рік — навчалася в 7-ій політехнічній та Ямпільській середній школі, яку закінчила з відмінним атестатом.
З 1936 по 1941 рік — навчалася на механіко-математичному факультеті Київського державного університету ім. Тараса Шевченка.
З 1941 по 1944 рік — працювала у евакуації вчителем математики у школах Ростовської та Саратовської областей, а після повернення, з 1944 по 1951 рік, жила й працювала в с. Тарасівка.
З 1951 по 1954 рік — навчалася в аспірантурі Науково-дослідного інституту педагогіки. Паралельно викладала курс елементарної математики в Київському державному педагогічному інституті ім. О. М. Горького. З 1954 року працювала старшим науковим співробітником, завідуючою сектором методики математики у відділі методики математики і фізики Науководослідного інституту педагогіки УРСР.
У 1954 році захистила кандидатську дисертацію «Вузлові питання арифметики в п’ятому класі» (під керівництвом доцента Д. М. Маєргойза).
У 1962 році одержала вчене звання старшого наукового співробітника за спеціальністю «Методика математики».
У 1977 році очолила новостворену лабораторію професійно-технічної освіти НДІ педагогіки. У 1981 році була призначена завідувачкою сектору дидактики відділу профтехосвіти НДІ педагогіки. У 1985 році стала старшим науковим співробітником лабораторії профтехосвіти. З 1990 по 1994 рік працювала провідним науковим співробітником лабораторії профтехосвіти Інституту педагогіки і психології професійної освіти.
Померла 20 жовтня (за іншими даними — 25 листопада; 25 жовтня) 1994 року через інсульт.

## Наукова робота
Наукові інтереси — проблеми теорії та історії педагогіки, методика викладання математики в школах, профтехучилищах різного типу, педагогічних інститутах, організація навчально-виховного процесу в профтехучилищах, міжпредметні зв’язки, диференціація та індивідуалізація навчання тощо. Особливу увагу приділяла розробці концепції математичної освіти в Україні.
О. С. Дубинчук залишила значну методико-математичну спадщину, яка налічує близько 200 публікацій: серед яких — підручники, навчальні посібники, збірники задач, тематично-поурочні плани, статті тощо.

### Підручники
- Алгебра і початки аналізу: проб. підруч. для 10–11 кл. серед. шк. / М. І. Шкіль, З. І. Слєпкань, О. С.Дубинчук. — Київ: Зодіак-ЕКО, 1995. — 608 с.
- Алгебра і початки аналізу: проб. підруч. для 10–11 кл. серед. шк. / М. І. Шкіль, З. І. Слєпкань, О. С.Дубинчук. — 2-ге вид. — Київ: Зодіак-ЕКО, 1996. — 608 с.
- Алгебра і початки аналізу: підруч. для 10–11 кл. серед. закл. освіти / М. І. Шкіль, З. І. Слєпкань, О. С.Дубинчук. — Київ: Зодіак-ЕКО, 1998. — 607 с.
- Алгебра і початки аналізу: підруч. для 10–11 кл. загальноосвіт. навч. закл. / М. І. Шкіль, З. І. Слєпкань, О. С.Дубинчук. — 2-ге вид. — Київ: Зодіак-ЕКО, 2001. — 656 с.
- Алгебра і початки аналізу: підруч. для 10–11 кл. загальноосвіт. навч. закл. України з угор. мовою навчання / М. І. Шкіль, З. І. Слєпкань, О. С.Дубинчук; пер. з укр. А. А. Штерр [та ін]. — Львів: Світ: Кіадо, 2001. — 608 с. — Текст угор.
- Алгебра і початки аналізу: підруч. для 10–11 кл. шк. України з румун. мовою навчання / М. І. Шкіль, З. І. Слєпкань, О. С.Дубинчук ; пер. з укр. І. М. Грінчешин. — Львів: Світ, 2002. — 640 с. — Текст румун.
- Алгебра і початки аналізу: підруч. для 11 кл. загальноосвіт. навч. закл. / М. І. Шкіль, З. І. Слєпкань, О. С.Дубинчук. — Київ: Зодіак-ЕКО, 2002. — 384 с.
- Алгебра і початки аналізу: підруч. для 10 кл. загальноосвіт. навч. закл. / М. І. Шкіль, З. І. Слєпкань, О. С.Дубинчук. — Київ: Зодіак-ЕКО, 2006. — 271 с.
- Алгебра і початки аналізу: підруч. для 11 кл. загальноосвіт. навч. закл. / М. І. Шкіль, З. І. Слєпкань, О. С.Дубинчук. — Київ: Зодіак-ЕКО, 2006. — 383 с.[7]

## Нагороди та вшанування
- Медаль А. С. Макаренка[6].
- У 2016 році одну з центральних вулиць с. Тарасівка перейменували на вулицю Олени Дубинчук[8].
- У 2019 році відбулися всеукраїнські педагогічні читання присвячені пам'яті та приурочені до 100-річчя від дня народження вченої[9].

## Примітка
1. 1 2 3 4  Олена Степанівна Дубинчук (1919 – 1994): видатний науковець-педагог: науково-популярне видання до 100-річчя від дня народження / Укл. Аніщенко О.В.; наук. ред. Лук’янова Л.Б. — К.: ТОВ «ДКС-Центр», 2019. — 16 с.
2. ↑  Єфімова, Валентина (21 травня 2019). 100 років від дня народження Олени Дубинчук (1919—1994). Педагогічний музей України. Процитовано 8 червня 2024.
3. ↑  Маєргойз Давид Мойсейович (1931). fmf.npu.edu.ua. НПУ ім. М.П. Драгоманова / Фізико-математичний факультет. Архів оригіналу за 08 червня 2024. Процитовано 8 червня 2024.
4. ↑  Біографія О. С. Дубинчук (укр.). Державна науково-педагогічна бібліотека України ім. В. О. Сухомлинського. Процитовано 8 червня 2024.
5. ↑  Дубинчук Олена Степанівна: Бібліогр. покаж. наук.-пед. пр. / АПН України. Ін-т педагогіки і психології проф. освіти; Упоряд. А.А. Оврас; За ред Ничкало Н.Г.. — Κ., 1997. — 27 с.
6. 1 2  Жінки-математики України - Дубинчук Олена Степанівна. proektzhinky.ucoz.ua. Процитовано 8 червня 2024.
7. ↑  Бібліографія праць О. С. Дубинчук | (укр.). Процитовано 26 лютого 2025.
8. ↑  Дубинчук Олена Степанівна (1919–1994) // Моя методика математики / Г. П. Бевз; упоряд. і відп. редактор В.О. Тадеєв. — Тернопіль: Навчальна книга – Богдан, 2021. — 584 с.: іл. — (Серія «Подвижники освіти»). — ISBN 978-966-10-6445-3.
9. ↑  VІІІ Всеукраїнські педагогічні читання пам'яті видатного вченого-педагога Олени Степанівни Дубинчук. — Київ : Інститут педагогічної освіти і освіти дорослих імені Івана Зязюна НАПН України. Відділ андрагогіки, 2019. — Травень.